# The Showgrounds (Newry)
Pour les articles homonymes, voir The Showgrounds.
 (avril 2025).
The Showgrounds est un stade de football situé à Newry en Irlande du Nord. 
Le stade ouvre en 1923. Il est le lieu de résidence du club de football de Newry City AFC depuis 2013.